# Geumsusan
Geumsusan (금수산, Kŭmsu-san) är ett berg i Sydkorea.   Det ligger i provinsen Norra Chungcheong, i den centrala delen av landet, 120 km sydost om huvudstaden Seoul. Toppen på Geumsusan är 1 016 meter över havet.
Terrängen runt Geumsusan är huvudsakligen kuperad, men norrut är den platt. Runt Geumsusan är det ganska glesbefolkat, med 42 invånare per kvadratkilometer. Närmaste större samhälle är Jecheon, 10,1 km norr om Geumsusan. I omgivningarna runt Geumsusan växer i huvudsak blandskog.